# Круль, Леонид Янович
Леони́д Я́нович Круль (16 августа 1923, Уфа — 8 октября 1997, Уфа) — уфимский художник-живописец, член Союза художников СССР (России) c 1961 года. Заслуженный деятель искусств России.

## Биография
Леонид Янович Круль родился 16 августа 1923 года в городе Уфе. Учился у П.М. Лебедева и А.Э. Тюлькина. В 1951 году окончил художественное отделение Уфимского театрально-художественного училища. После окончания училища Леонид Янович работал учителем черчения и рисования в школах Уфы (до 1954 года).
С 1961 года трудился в Башкирском отделении Художественного фонда РСФСР. С группой художников работал над проектами, эскизами, занимался исполнением мозаичных росписей из смальты и цветной штукатурки дворцов культуры в Ишимбае, Салавате, Нефтекамске, Дюртюлях и спортивных комплексов в Октябрьском и Ишимбае.
Много работал в Уфе. С группой художников украшал Башгосдрамтеатр, Дворец спорта, Дворец культуры «Машиностроитель», Дворец культуры РТИ.
Умер 8 октября 1997 года в Уфе.
Работы художника хранятся в уфимском Музее имени М.В. Нестерова.

### Семья
Жена - Нина Алексеевна Круль-Овчинникова (1927-1989).
- Сын - Круль Сергей Леонидович (1953-2020) - российский бард, композитор, писатель и краевед.

## Список основных работ
- Берёзы (1955, холст, масло)
- Осень (1956, холст, масло)
- В еловом лесу (1956, холст, масло)
- Солнечный день (1957, холст, масло)
- Сатка (1958, холст, масло)
- Ветреный день (1958, акварель)
- Дороги (1958, холст, масло)
- Вечер на озере (1958, акварель)
- Весна (1959, акварель)
- Урал (1959, холст, масло)
- Сумерки (1965, холст, масло)
- Старая Уфа (1969, акварель)
- Голубой день (1974, акварель)
- Озеро Таналык (1976, холст, масло)
- Нефть городу (1977, акварель)
- Голубые тракторы (1977, холст, масло)
- Окраина (1977, акварель)
- Разлив на реке Белой (1977, акварель)
- На берегу реки Сокмары (1986, холст, масло)

## Выставки
- Республиканские (Уфа): с 1955 г. на всех, кроме молодёжных.
- Зональные выставки «Урал социалистический»: Пермь (1967), Уфа (1974).
- Декадная выставка произведений художников БАССР, Москва, Ленинград, 1969.
- Выставка произведений художников автономных республик РСФСР, Москва, 1971.
- Всероссийская художественная выставка, Москва, 1957.
- Всероссийская художественная выставка, Москва, 1977.

### Персональные выставки
- 1955 — первая персональная выставка
- 1973 — вторая персональная выставка
- 1992 — третья и последняя персональная выставка (совместно с Константином Головченко)